# Adamczowice
Adamczowice – wieś w Polsce położona w województwie świętokrzyskim, w powiecie sandomierskim, w gminie Klimontów.
| SIMC       | Nazwa               | Rodzaj     |
| ---------- | ------------------- | ---------- |
| nie nadano | Gule                | przysiółek |
| nie nadano | Kolonia Adamczowice | kolonia    |
| 0795732    | Stara Wieś          | część wsi  |

Wieś została wspomniana w dziele Długosza. We wsi urodził się mjr Symeon Kazimierz Werner (1893–1945).
W latach 1975–1998 miejscowość administracyjnie należała do województwa tarnobrzeskiego.

## Zabytki
Cmentarz wojenny z I wojny światowej, wpisany do rejestru zabytków nieruchomych (nr rej.: A.687 z 27.12.1993).